# Погонич рудошиїй
Погонич рудошиїй (Rallina tricolor) — вид журавлеподібних птахів родини пастушкових (Rallidae). Мешкає в Австралії, Індонезії і Папуа Новій Гвінеї та на сусідніх островах.

## Опис

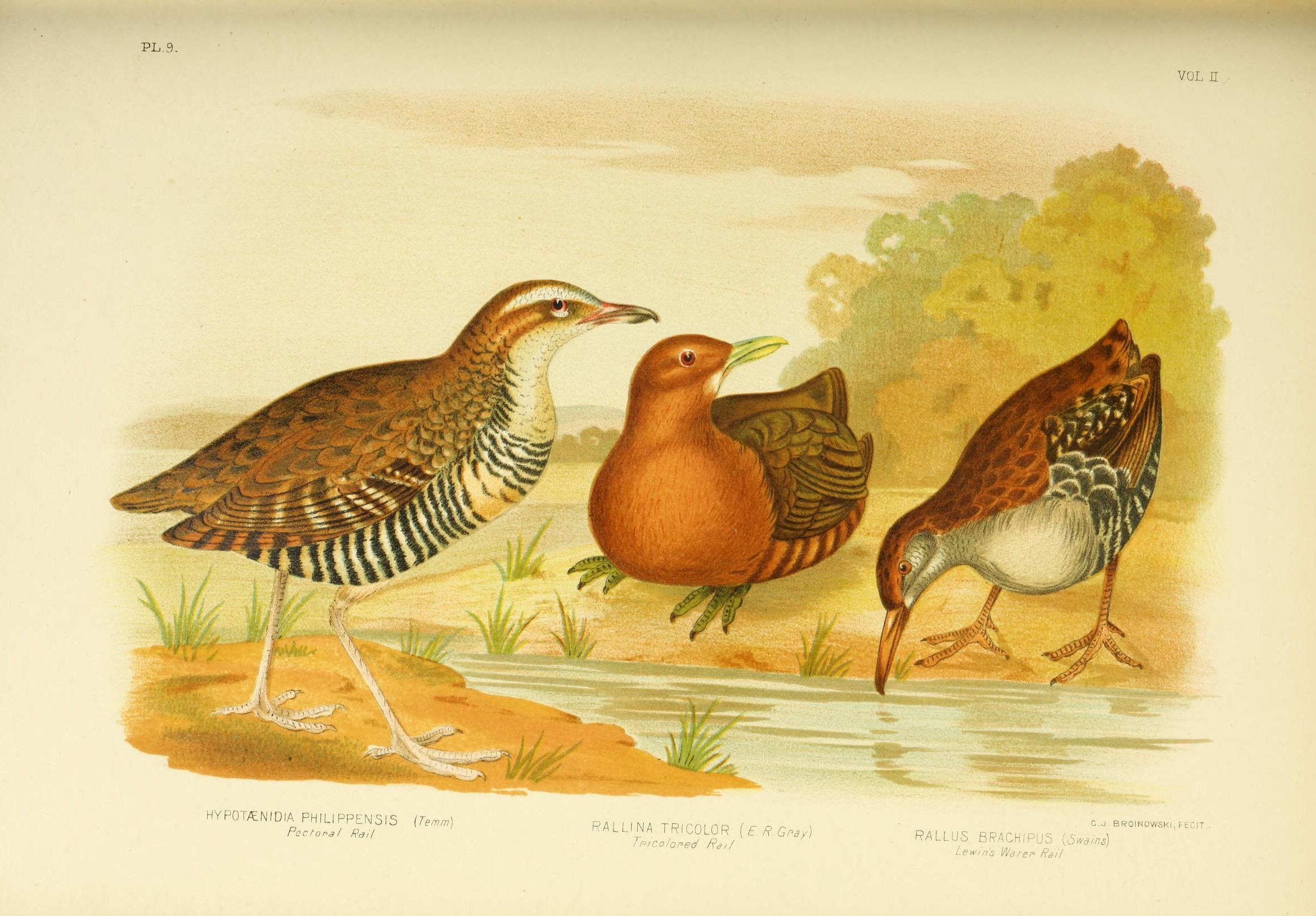
Рудошиїй погонич (посередині)

Довжина птаха становить 23-30 см, розмах крил 37-45 см, вага 200 г. Голова, шия і груди рудувато-коричневі, підборіддя і горло блідіші, білуваті. Спина оливково-коричнева з легким сіруватим відтінком. Живіт, боки, надхвістя і гузуа темно-коричневі, поцятковані тонкими темними смужками. Нижні покривні пера крил смугасті, чорно-білі. Дзьоб зелений або жовтувато-зелений, біля основи сірий або сизий. Райдужки оранжево-червоні або червоні, навколо очей оранжево-жовті кільця. Лапи оливково-зелені або сіро-коричневі. Виду не притаманний статевий диморфізм. У молодих птахів верхня частина тіла темно-оливково-коричневі, задня частина шия дещо рудувато-коричнева, нижня частина тіла темно-коричнева, підборіддя і горло білуваті, поцятковані коричневими плямками, нижні покривні пера крил смугасті, чорно-білі.

## Поширення і екологія
Рудошиї погоничі мешкають на північному сході Квінсленду, на сході і півночі півострова Кейп-Йорк, на островах Торресової протоки, на Новій Гвінеї, на островах Раджа-Ампат, Япен, Каркар, Амбон, Ару, Д'Антркасто, Дамар, Ларат, Нова Ірландія, Новий Гановер та на островах святого Маттія. Вони живуть на болотах, в заболочених лісах, в густих заростях на берегах річок. Живляться дрібними амфібіями і водними безхребетними, ракоподібними і молюсками. В кладці від 3 до 5 яєць.